# タデウス・シデラー
タデウス・シデラー（Thaddeus "Tad" Rutter Shideler、1883年10月17日 - 1966年6月22日）は、アメリカ合衆国の陸上競技選手である。彼は、1904年に開催されたセントルイスオリンピックの110メートルハードル走で銀メダルを獲得した。

## 経歴
インディアナ大学の学生だったシデラーは、セントルイスオリンピック直前の6月11日に120ヤードハードル走に出場して、非公式ながら15秒0の世界新記録を樹立した。彼は、1903年と1904年のIC4A（en:IC4A）主催競技会を2年連続で制してアメリカのトップ選手と目されていたエドウィン・クラップと並んで、オリンピック優勝候補の1人に挙げられることになった。
セントルイスオリンピックの110メートルハードル走競技には、開催国アメリカ合衆国及びオーストラリアの合計2カ国から8人の選手が出場した。但し、ライバルと目されていたクラップはフランシス・フィールド競技場に現れず、残りの7人が2組に分かれて予選を戦い、上位の2人が同日の決勝に進出することになった。シデラーは予選2組で同じくアメリカ代表として出場したフランク・キャッスルマンに続いて2位となり、決勝に挑んだ。決勝に進出した4人は、全てアメリカ代表選手だった。シデラーは16秒3の記録を出したが、0.3秒差でフレデリック・シュールに敗れ、銀メダルを獲得した。